# Arbeitsgemeinschaft
Eine Arbeitsgemeinschaft ist ein Zusammenschluss mehrerer natürlicher oder juristischer Personen, um gemeinsame Ziele zu erreichen.
Der Nutzen einer Arbeitsgemeinschaft liegt in der Regel im koordinierten, also aufeinander abgestimmten und untereinander informativen Zusammenarbeiten und Zusammenwirken. Dazu werden die materiellen (Finanzmittel, Geräte usw.) und immateriellen (Wissen, Beziehungen usw.) Ressourcen der Mitglieder gemeinsam genutzt.
Gegründet und genutzt wird eine Arbeitsgemeinschaft (auch meistens als reine Arbeitsmethode) von Einzelpersonen, Gruppen, Unternehmen, Parteien, wirtschaftlichen, politischen und auch staatlichen Organisationen, Institutionen, Vereinen, Verbänden, Referaten, Gemeinschaften, (Schul-)Klassen, Schülern, Studenten usw.

## Vorteile
Die (gemeinsamen) Vorteile für das einzelne Mitglied einer Arbeitsgemeinschaft sind:
- Mehr fachbezogenes Wissen des einzelnen Mitglieds einer AG über das vorhandene Problem wird durch das Plenum (gemeinsamer Treffpunkt der AG für die Mitglieder) bekannt.
- Der Grund bzw. die Ursache für das vorhandene Problem, welches von der AG angegangen wird, kann von allen Mitgliedern der Arbeitsgemeinschaft erkannt werden. Das Betrachtungsspektrum der angegangenen Problematik wird in der Regel erweitert.
- Die Auswirkungen, welche das Problem entweder auf ein oder auf alle Mitglieder der Arbeitsgemeinschaft hat (Problematik), können und werden gemeinschaftlich diskutiert und behandelt werden. Jedes Mitglied einer AG hat mehrere Informationen über die weiteren Komponenten, welche zur Entstehung der Arbeitsgemeinschaft geführt haben.

## Dynamik

TZI-Dreieck

Eine Arbeitsgemeinschaft besteht aus den einzelnen Teilnehmern, der Gruppe, dem Thema und dem Umfeld, in dem die Gruppe arbeitet. Diese vier Faktoren stehen in direkter Beziehung zueinander, beeinflussen sich gegenseitig und sie verändern sich in der Beziehung zueinander ständig. Mal steht der Einzelne eher im Vordergrund, mal das Thema oder die Gruppe oder das Umfeld. Gut gelingt die Arbeit einer Gruppe, wenn die Faktoren in einer ausgewogenen Balance zueinander sind. Nicht gleichzeitig, sondern in einer gesunden Dynamik. Dies zu fördern ist die Aufgabe des Gruppenleiters beziehungsweise jedes einzelnen Teilnehmers. Beschrieben sind diese Vorgänge in der Methode der Themenzentrierten Interaktion.
In jeder Arbeitsgruppe bringen die Teilnehmer unterschiedliche Kenntnisse und Erfahrungen mit. Sie haben eigene Ziele und unterschiedliche Motivation. In der Gruppe übernehmen sie verschiedene Rollen und zeigen entsprechendes Verhalten. Anerkennung und Macht, Partnerschaft und Konkurrenz, Angst und Mut, Zuneigung und Abneigung – das alles beeinflusst die gemeinsamen Interaktionen. Auch wenn das Thema allen bekannt scheint, verschieben sich die Themen schleichend oder plötzlich in ganz andere Richtungen. Diese Gruppendynamik wirkt in jeder Gruppe und ist Teil des gemeinsamen Lernens.
Auch das persönliche Umfeld (Familie, soziale Schicht) und das gemeinsame (Kollegen, Hierarchie, Firma, Politik, Kultur, Umwelt) beeinflussen das was erstrebenswert und möglich erscheint meist stärker als es einem bewusst ist. Die Dynamik in einer Arbeitsgruppe ist sehr vielschichtig. Je ganzheitlicher die Gruppe arbeitet, desto besser werden die Ergebnisse.

## Arten

### Wirtschaftlich
Im Wirtschaftsleben bezeichnet Arbeitsgemeinschaft die Kooperation mehrerer Unternehmen zum Zwecke der Durchführung eines gemeinschaftlichen (Bau-)Projekts in Form einer Gesellschaft bürgerlichen Rechts (GbR).

### Öffentliche Körperschaften
In Deutschland können Bund und Länder, aber auch die kommunalen Gebietskörperschaft und die Sozialversicherungsträger auf verschiedensten Gebieten Arbeitsgemeinschaften bilden.
Auf Bund/Länder-Ebene gibt es etwa die Bund/Länder-Arbeitsgemeinschaft Immissionsschutz, die Bund/Länder-Arbeitsgemeinschaft Wasser oder die Bund/Länder-Arbeitsgemeinschaft Naturschutz, Landschaftspflege und Erholung.
Die Verwaltungskooperation in Arbeitsgemeinschaften ist in Bayern, Brandenburg, Hessen, Nordrhein-Westfalen, Rheinland-Pfalz, dem Saarland und Thüringen gesetzlich geregelt.
Arbeitsgemeinschaften von Trägern der Sozialversicherung im Sinne des § 94 Abs. 1a SGB X „sind organisatorisch selbständige Einheiten zu verstehen, bei denen es um eine tatsächliche, rechtlich und finanziell verbindliche Zusammenarbeit geht. Die Rechtsform ist freigestellt.“ Die Arbeitsgemeinschaft für Krebsbekämpfung der Träger der gesetzlichen Kranken- und Rentenversicherung im Lande Nordrhein-Westfalen ist beispielsweise ein nicht rechtsfähiger Verein, die Bundesarbeitsgemeinschaft für Rehabilitation ein eingetragener Verein, die BITMARCK-Unternehmensgruppe eine GmbH.
Die ehemaligen Arbeitsgemeinschaften von kommunalen Trägern und der Bundesagentur für Arbeit (ARGE), die nach § 44b SGB II alte Fassung durch privatrechtliche oder öffentlich-rechtliche Verträge errichtet wurden, um die jeweiligen Aufgaben nach dem SGB II (der Grundsicherung für Arbeitssuchende) einheitlich wahrzunehmen, hat das Bundesverfassungsgericht für verfassungswidrig erklärt. Mit der Einführung des Art. 91e GG wurden diese durch die Jobcenter abgelöst.

### Schulen
An den meisten Schulen in Deutschland werden Arbeitsgemeinschaften (abgekürzt AG) angeboten, die außerhalb des Pflichtunterrichts freiwillig besucht werden können. AGs können zu fast allen erdenklichen Themen gegründet werden, traditionell gibt es an den meisten Schulen Arbeitsgemeinschaften für Musik (z. B. Schulchor, Schulband), Sport (z. B. Leichtathletik) und AGs, die sich mit dem Zusammenleben in der Schulgemeinde befassen, wie beispielsweise Schülerzeitungen. Man unterscheidet AGs, die von Schülern, und AGs, die von Lehrern geleitet werden.
In der DDR waren Arbeitsgemeinschaften Gruppen von Schülern mit gemeinsamen Interessen, z. B. Technik, Foto, Naturschutz, die sich meist wöchentlich unter Anleitung eines Lehrers oder Fachkundigen in Schulen, aber oft auch in Pionierhäusern u. ä. Einrichtungen trafen.

### Hochschulen
An Hochschulen werden manche Lehrveranstaltungen als Arbeitsgemeinschaft abgehalten – Abkürzung: AG. Ziel ist es, den in der Vorlesung vermittelten Stoff in kleineren Gruppen zu vertiefen bzw. anhand von Aufgaben einzuüben. Dies geschieht etwa auch in Form von sogenannten Repetitorien vor den Examina, die von älteren Studierenden oder kommerziell orientierten Repetitoren angeboten werden.

### Medizin
In zahlreichen medizinischen Fachgesellschaften bestehen Arbeitsgemeinschaften, die sich mit besonderen Teilgebieten des jeweiligen Fachgebiets beschäftigen, teilwelse ihre Erkenntnisse in medizinische Leitlinien einbringen und spezifische Weiterbildungen anbieten. Die Arbeitsgemeinschaft der Wissenschaftlichen Medizinischen Fachgesellschaften (AWMF) wiederum ist der deutsche Dachverband von 184 Fachgesellschaften der Medizin.

### Politische Parteien
Sonderorganisationen einer politischen Partei haben grundsätzlich zwei Funktionen: Zum einen artikulieren sie innerhalb der eigenen Partei die Interessen bestimmter gesellschaftlicher Gruppen; zum anderen sollen sie innerhalb der jeweiligen gesellschaftlichen Gruppe für die Ziele und Prinzipien der Partei werben.
Die in Fraktionsstärke im 19. Deutschen Bundestag vertretenen Parteien haben in ihren Satzungen auf Bundesebene unterschiedliche Regelungen zu innerparteilichen Arbeitsgemeinschaften getroffen.
Die CDU nennt in § 38 ihres Statuts sieben verschiedene organisatorische Zusammenschlüsse, um die besonderen Anliegen der von ihnen repräsentierten Gruppen in der Politik der CDU zu wahren (Vereinigungen): Junge Union, Frauen-Union, Christlich-Demokratische Arbeitnehmerschaft, Kommunalpolitische Vereinigung der CDU und CSU Deutschlands, Mittelstands- und Wirtschaftsunion, Ost- und Mitteldeutsche Vereinigung und die Senioren-Union. Außerdem bildet die CDU mit der Christlich-Sozialen Union Bayerns (CSU) eine Arbeitsgemeinschaft (§ 49 Statut der CDU), gegründet 1947 als „interzonale organisatorische Klammer“ in dem nach dem Zweiten Weltkrieg in Besatzungszonen aufgeteilten Deutschland.
In der CSU gibt es neben den in der CDU als Vereinigungen bezeichneten Arbeitsgemeinschaften noch die Arbeitsgemeinschaft für Ernährung, Landwirtschaft und Forsten. Vom Parteivorstand der CSU wurden außerdem folgende Arbeitskreise errichtet (§ 31a der Satzung): Außen- und Sicherheitspolitik (ASP), Gesundheits- und Pflegepolitischer Arbeitskreis (GPA), Arbeitskreis Schule, Bildung und Sport (AKS), Arbeitskreis Hochschule und Kultur (AKH), Evangelischer Arbeitskreis der CSU (EAK), Arbeitskreis Juristen (AKJ), Arbeitskreis Öffentlicher Dienst (OeD), Arbeitskreis Energiewende (AKE), Arbeitskreis Netzpolitik der CSU (CSUnet) sowie der Arbeitskreis Migration und Integration (MIG).
In der SPD können gemäß § 10 der Satzung auf Beschluss des Parteivorstandes für besondere Aufgaben innerhalb der Partei Arbeitsgemeinschaften gebildet werden. Es gibt die Jusos, die Arbeitsgemeinschaft für Arbeit, die Arbeitsgemeinschaft sozialdemokratischer Frauen, die Arbeitsgemeinschaft SPD 60 plus, die Arbeitsgemeinschaft der Sozialdemokratinnen und Sozialdemokraten im Gesundheitswesen, die Arbeitsgemeinschaft für Bildung in der SPD, die Arbeitsgemeinschaft sozialdemokratischer Juristinnen und Juristen, die Arbeitsgemeinschaft Selbständige in der SPD, die Arbeitsgemeinschaft der SPD für Akzeptanz und Gleichstellung sowie die AG Migration und Vielfalt und die AG Selbst Aktiv. In Arbeitskreisen können gemäß § 10 Abs. 4 der Satzung auch Nichtmitglieder mitarbeiten, beispielsweise im Arbeitskreis Christinnen und Christen in der SPD.
In der AfD können durch Beschluss des Konvents Vereinigungen anerkannt werden, welche die Interessen der in ihnen repräsentierten Gruppen in der Politik der Partei vertreten. Beispiele sind die Patriotische Plattform, die Alternative Mitte oder die Juden in der AfD. Der Flügel war ein informeller Zusammenschluss, der mit Beschluss des AfD-Bundesvorstandes vom 6. April 2020 aufgefordert wurde, sich aufzulösen.
Beratende Gremien in der FDP sind die Bundesfachausschüsse (BFA), die vom Bundesvorstand eingesetzt werden. Den BFA gehören auch von den Vorfeldorganisationen benannte Mitglieder an, die das Recht haben, Anträge zur Behandlung auf dem Bundesparteitag und Vorschläge zur Wahl auf dem Bundesparteitag zu stellen. Zu diesen Organisationen zählen etwa die Vereinigung liberaler Kommunalpolitiker, die Liberalen Frauen oder der Bundesverband Liberaler Hochschulgruppen.
Bei der Linken können innerparteiliche Zusammenschlüsse durch die Mitglieder frei gebildet werden und „selbstständig den politischen und organisatorischen Beitrag bestimmen, den sie zur Politik der Partei und zur Weiterentwicklung von Mitglieder-, Organisations- und Kommunikationsstrukturen der Partei leisten.“ Bundesweite Zusammenschlüsse zeigen ihr Wirken dem Parteivorstand an. Dazu gehören z. B. die Antikapitalistische Linke und die Sozialistische Linke.
Die Bundesarbeitsgemeinschaften (BAG) der Grünen sind fachpolitische Beratungs- und Vernetzungsgremien der Partei. „Sie entwickeln inhaltliche Positionen, Konzepte und Strategien und bringen dafür Delegierte und Interessierte aus Basis, Landes-, Bundes- und Europaebene sowie externe Fachleute zusammen.“ Das BAG-Statut regelt die Stellung der BAGen innerhalb der Partei. Danach bedürfen sie der Anerkennung der Bundesdelegiertenkonferenz oder des Länderrats und werden „vom Bundesvorstand in Beratungen über Strategie, Programmatik und Wahlkampf in einem transparenten Verfahren einbezogen.“ Im Anhang des BAG-Statuts sind insgesamt 25 BAGen aufgeführt.

### Sport
Im Sport bezeichnet man Zusammenschlüsse von Vereinen, um gemeinsame Ziele zu verwirklichen, als Arbeitsgemeinschaften. Dies kann regional geschehen, z. B. der Zusammenschluss mehrerer Vereine einer Kommune oder eines Landkreises, um die sportliche Infrastruktur gemeinsam zu entwickeln und zu nutzen und ihre Interessen in den kommunalen Strukturen besser zur Geltung zu bringen. Ebenso gibt es Arbeitsgemeinschaften von Vereinen mit den gleichen Sportarten, um z. B. gemeinsam Personal zu beschäftigen oder um gemeinsame Trainingslager oder Wettkämpfe durchzuführen.